# Betty Hutton
Betty Hutton (26. februar 1921 – 11. marts 2007) var en amerikansk filmskuespiller og sanger.

## Biografi
Betty Hutton blev født som Elizabeth June Thornburg og voksede op med sin mor og søster, da faderen havde forladt familien. Allerede som 3-årig begyndte Hutton at optræde i familiens smugkro. Som teenager sang hun med forskellige orkestre, og som 18-årig blev hun opdaget af en talentspejder, der skaffede hende ind hos et filmselskab, hvor hun begyndte med at lave små musikalske filmklip. Snart efter fik hun roller på Broadway, men i 1942 fik hun sin første egentlige filmrolle.
De følgende år indspillede hun i alt tyve film, heriblandt Annie Get Your Gun, hvor hun erstattede Judy Garland, der var blevet fyret på grund af sygdom. I samme periode indspillede hun plader og optrådte på natklubber, blandt andet i Las Vegas. Hun blev kendt for at være en besværlig stjerne, der ofte afbrød kontrakter i utide, og derfor blev hendes Hollywood-karriere ikke så lang. Hun fortsatte dog med radioshows og pladeudgivelser, og hun fik også en vis succes med sit eget tv-show. I løbet af 1960'erne løb hendes karriere imidlertid ud i sandet, blandt andet på grund af alkohol- og narkomisbrug.

## Privatliv
Betty Hutton var gift i alt fire gange, men ingen af ægteskaberne varede længere end syv år. Hun fik tre døtre med to af sine mænd, henholdsvis i 1946, 1948 og 1962.
I 1980'erne konverterede hun til katolicismen.

## Filmografi
Betty Hutton indspillede følgende spillefilm:
- The Fleet's In (1942)
- Star Spangled Rhythm (1942)
- Let's Face It (1943)
- Gutter på landlov (1943)
- Miraklet i Morgan's Creek (1944)
- And the Angels Sing (1944)
- En pige med charme (1945)
- Duffy's Tavern (1945)
- Stork Club (1945)
- Cross My Heart (1946)
- På et hængende hår (1947)
- Dream Girl (1948)
- En pige slår sig løs (1949)
- Annie Get Your Gun (1950)
- Så danser vi (1950)
- Verdens største show (1952)
- Sailor Beware (1952)
- Somebody Loves Me (1952)
- Spring Reunion (1957)